# Ferme ta malle !
Ferme ta malle ! (The Desired) est un roman policier de l’écrivain australien Carter Brown publié en 1959 en Australie et en 1960 aux États-Unis. Le livre paraît en France en 1967 dans la Série noire. La traduction, prétendument "de l'américain", est signée Jacques Hall. 
C'est une des nombreuses aventures du lieutenant Al Wheeler, bras droit du shérif Lavers dans la ville californienne fictive de Pine City - la vingt-cinquième traduite en français aux Éditions Gallimard. Le héros est aussi le narrateur.

## Résumé
Une blonde alcoolisée écrase son cabriolet contre un lampadaire sous les yeux du lieutenant Wheeler. Elle s'en sort miraculeusement, mais l'homme qui est dans le coffre de sa voiture est bien mort, d'une balle dans la nuque. Elle est la fille du leader syndicaliste Tom Woods ; la voiture est à un de ses amis, introuvable ; la victime est le trésorier du syndicat, qui devait témoigner devant une commission du Sénat sur un détournement de fonds. Un ténor du barreau et un sénateur arrivent à Pine City : tout ce beau monde met le shérif Lavers sur le gril et tente de faire comprendre à Al Wheeler que cette affaire le dépasse. Quitte à lui faire entrer cela dans la tête à coups de crosse de revolver...

## Personnages
- Al Wheeler, lieutenant enquêteur au bureau du shérif de Pine City.
- Le shérif Lavers.
- Le sergent Polnik.
- Annabelle Jackson, secrétaire du shérif.
- Doc Murphy, médecin légiste.
- Charlie Katz, employé de la morgue de Pine City.
- Le capitaine Parker, de la Brigade criminelle.
- Le lieutenant Hammond, de la Brigade criminelle.
- Tom Woods, dirigeant syndical.
- Isobel Woods, sa fille.
- Pearl Sanger, compagne de Tom Woods.
- Tino Martens, adjoint de Tom Woods.
- Ellen Mitchell, secrétaire de Tom Woods.
- Johnny Barry, bras droit de Tino Martens.
- Tony Forest, ami d'Isobel Woods.
- Harry Stensen, avocat de Tom Woods.
- Paul Winterman, président de la commission d'enquête sénatoriale.

## Édition
- Série noire no 1119, 1967,  (ISBN 2070481190). Réédition : Carré noir no 271 (1977),  (ISBN 2070432718).